# ベーカー邸
ベーカー邸（ベーカーてい）は、兵庫県神戸市東灘区の深江文化村とよばれる地区にあった歴史的建造物。
1920年代に建てられた西洋館で、指揮者朝比奈隆の師であるロシア人指揮者エマヌエル・メッテルの旧居である。
ロシア革命後の混乱を逃れて中国経由で来日し、アメリカに渡るまでの十数年間ここで暮らし音楽活動を続けた。
W.S.BAKERが居住していたが、2007年（平成19年）に取り壊された。

## 建築概要
- 竣工 - 1920年代
- 構造 - 木造、地上2階
- 所在地 - 〒658-0022 兵庫県神戸市東灘区深江南町1-3